# Петряєво (Чишминський район)
Петря́єво (рос. Петряево, башк. Петряев) — село у складі Чишминського району Башкортостану, Росія. Входить до складу Ібрагімовської сільської ради.
Населення — 255 осіб (2010; 272 у 2002).
Національний склад:
- мордовці — 78 %